# Лукас Генюшас
Лукас Генюшас (на руски: Лукас Генюшас) е руско-литовски пианист.

## Биография
Роден е на 1 юли 1990 г. в Москва. Баща му е литовският пианист Петрас Генюшас, майка му – проф. Ксения Кноре преподава в Московската държавна консерватория. Баба му е руската пианистка Вера Горностаева.
Започва да учи пиано на 5-годишна възраст в подготвителния факултет на музикалния колеж „Фредерик Шопен“ в Москва. Завършва го с отличие през 2008 г. По-късно учи пиано при баба си проф. Вера Горностаева в Московската държавна консерватория. През 2004 г. получава стипендия от фондация „М. Ростропович“. Първите му участия са с различни оркестри през 1996 г. в Москва, Санкт Петербург, Вилнюс, Вроцлав и Хамбург. Солист е на концерти в Русия, Полша, Швеция, Германия, Франция, Швейцария, Литва, Австрия, България. Първото му участие в България е на 17 януари 2020 г. в зала „България“ със Симфоничния оркестър на Българско национално радио. Сътрудничи си с Валерий Гергиев, Юрий Темирканов, Гидон Кремер, Михаил Плетньов, Шарл Дютоа, Андрей Борейко, Саулюс Сондецкис, Дмитри Ситковетски, Антони Вит, Дмитри Лис и много други. Носител е на множество награди. Лауреат е на конкурса „Гина Бахауър“ в Юта, САЩ и на Международния конкурс „Фредерик Шопен“ през 2010 г., където получава сребърен медал. През 2012 г. получава немската наградата за пиано във Франкфурт на Майн, а през 2015 г. – сребърен медал на XV конкурс „Чайковски“ в Москва.